# Tramrijtuig

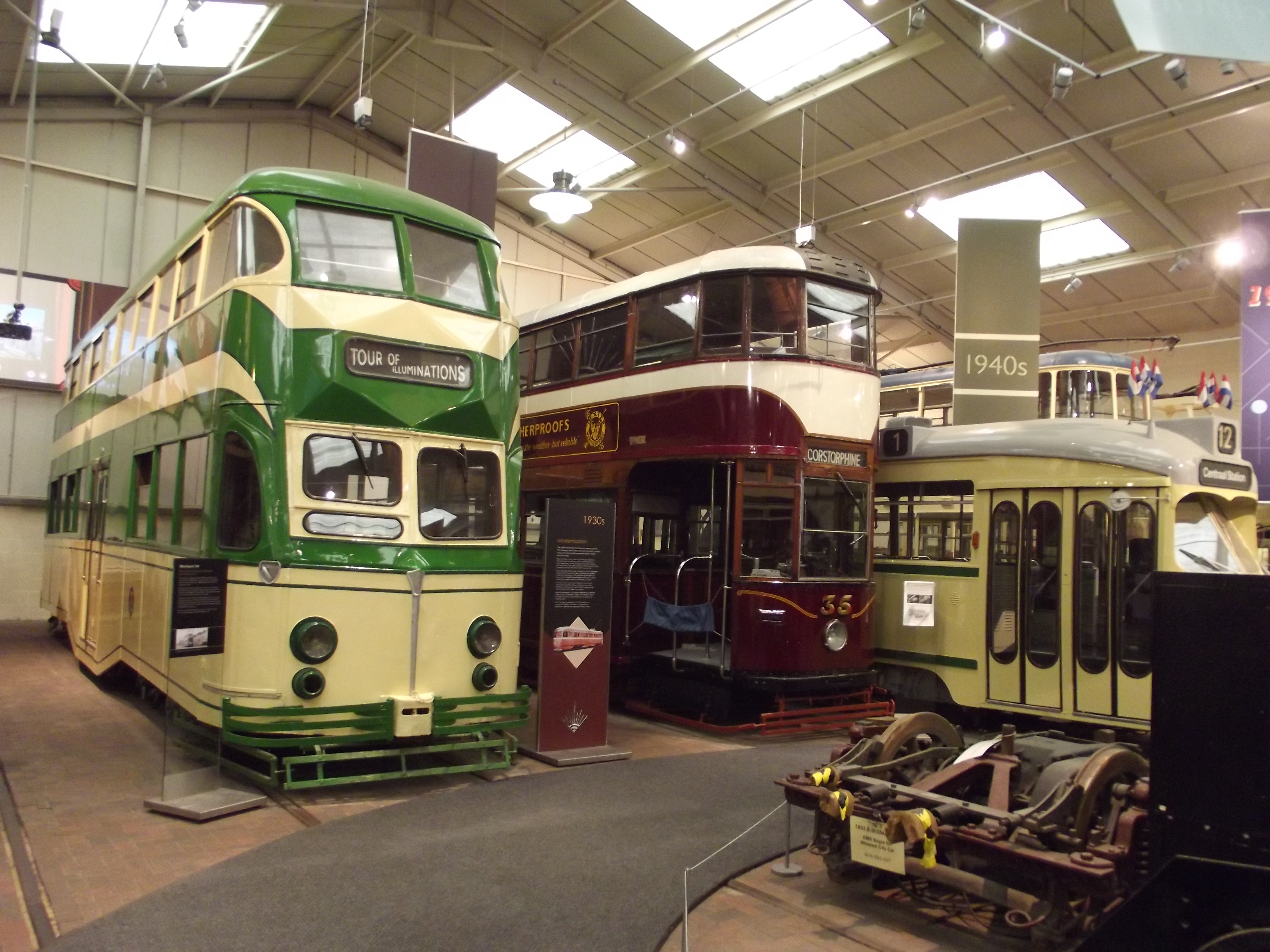
Enkele tramrijtuigen in het National Tramway Museum in Crich (VK).

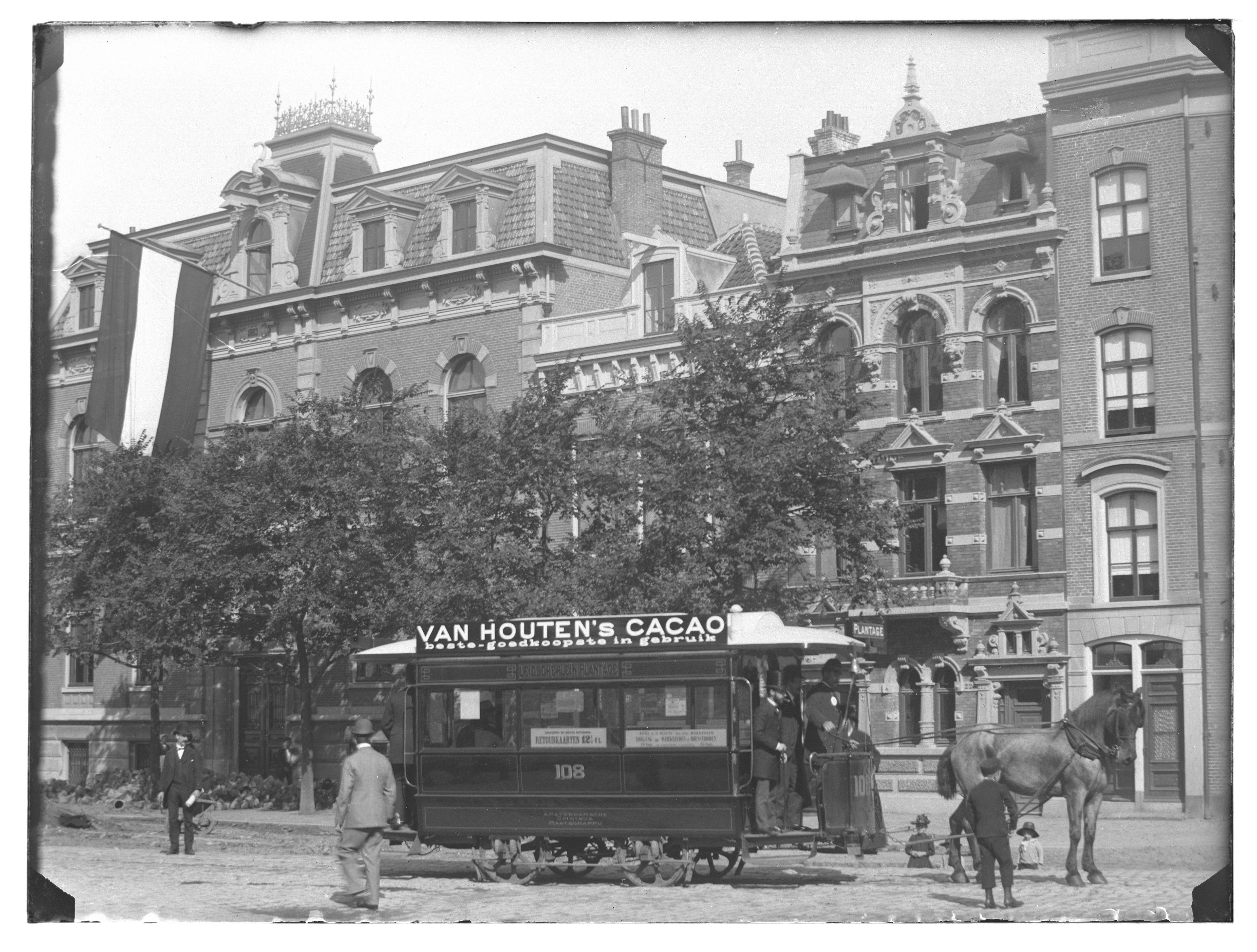
Paardentram in Amsterdam (1890).

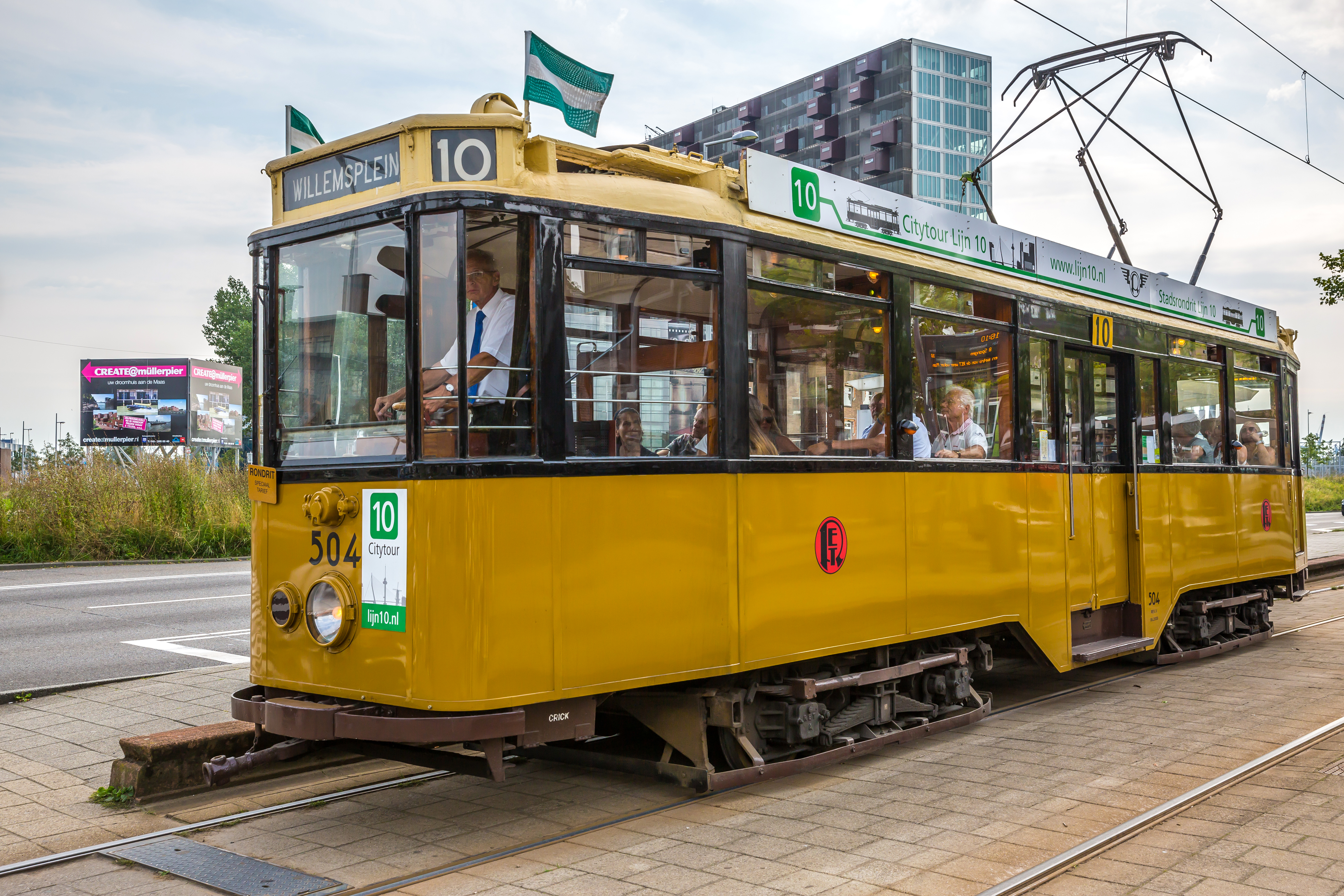
Vierasser in Rotterdam.

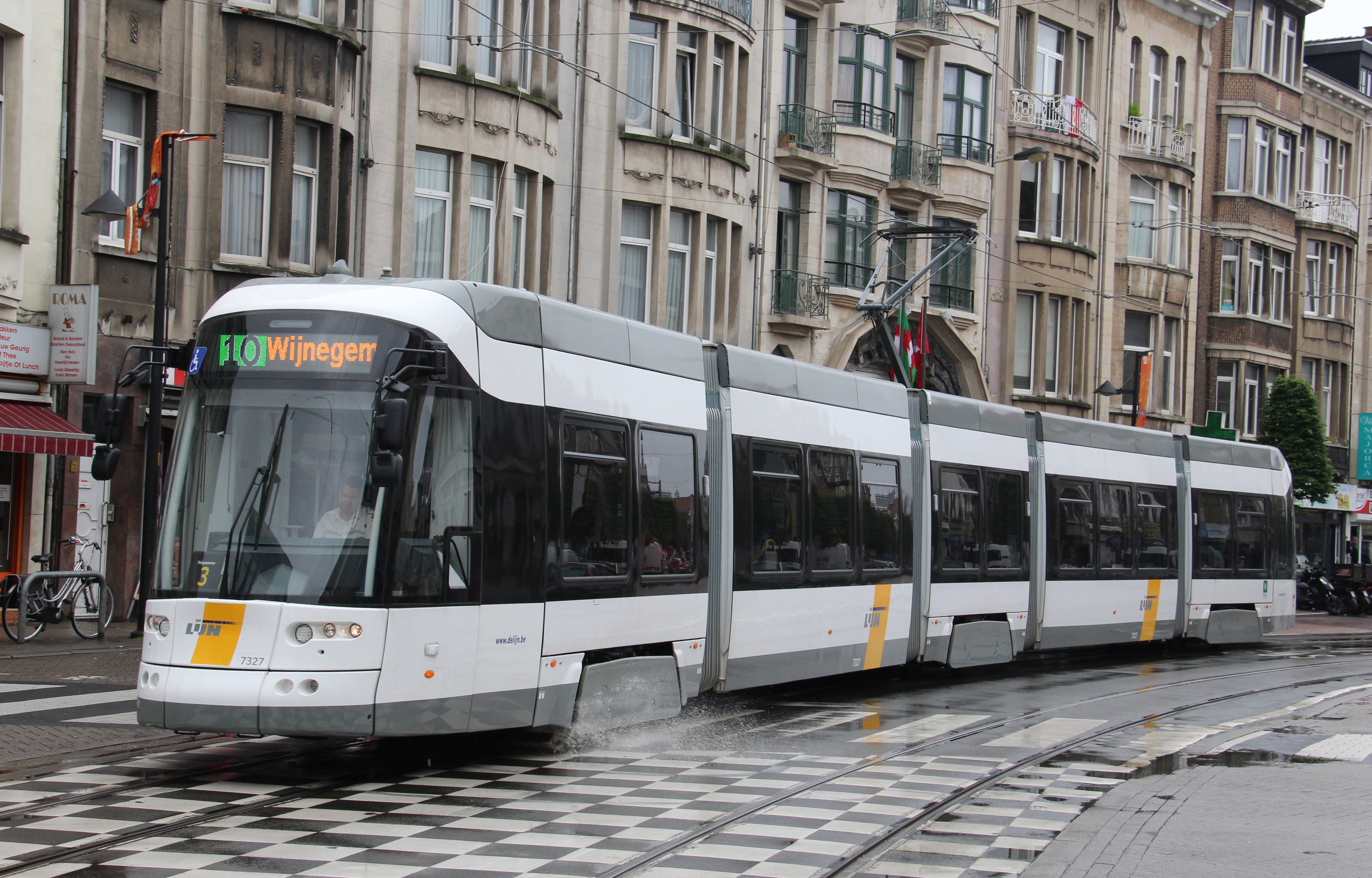
Lagevloertram in Antwerpen.

Een tramrijtuig is een railvoertuig bestemd voor het vervoer van reizigers, bagage en/of post op een tramlijn. In Nederland wordt ook bak (jargon) of soms wagon gebruikt. Dit in tegenstelling tot een open wagen, die uitsluitend gebruikt wordt voor het vervoer van bulkgoederen. De benaming tramrijtuig wordt weinig meer gebruikt voor hedendaags materieel: er is sprake van gelede wagens of lagevloertrams, maar in dagelijks gebruik is tram veelvoorkomend. Wereldwijd zijn 32.790 trams in dienst, waarvan 20.754 op het Europese continent.

## Aandrijving
Tramrijtuigen hebben een eigen aandrijving of kunnen worden voortgetrokken. Rijtuigen met een eigen aandrijving worden motorrijtuigen genoemd en die zonder aandrijving worden bijwagens of aanhangrijtuigen genoemd.
Begin 19e eeuw gingen de tramwegen van start met paardentramrijtuigen, getrokken door een paard. Daarnaast volgden in de tweede helft van de 19e eeuw ook stoomtramrijtuigen, getrokken door een stoomloc. Vanaf omstreeks 1900 werden veel elektrische tramrijtuigen in gebruik genomen. De motorrijtuigen werden meestal nieuw gebouwd en van een elektrische installatie voorzien. De aanhangrijtuigen hierbij waren oude paardentram- of stoomtramrijtuigen die hiervoor werden aangepast maar soms ook nieuw gebouwde aanhangrijtuigen. Vanaf de jaren twintig was de motortractie tijdelijk in opkomst, de motorrijtuigen waren van een verbrandingsmotor voorzien, dit werd een motortram genoemd.

## Constructie
De eerste paarden- en stoomtrams maar ook de elektrische trams hadden een houten opbouw. Na deze houten rijtuigen kwamen vanaf de jaren twintig de stalen rijtuigen. Deze waren steviger en gaven de reizigers bij ongevallen meer veiligheid. Aanvankelijk werden stalen rijtuigen met klinknagels gemonteerd. Een voorbeeld hiervan zijn de Boedapester tramrijtuigen van de NZH uit de jaren 1924-1931. Vanaf de jaren dertig werden stalen rijtuigen gelast. Een voorbeeld hiervan waren de zesassige gelede wagens type A600 van de NZH uit 1932. Gelaste rijtuigen waren lichter en goedkoper. In Nederland werden de laatste houten tramrijtuigen in 1968 buiten dienst gesteld.
Vanaf de jaren vijftig kwamen in Nederland en België moderne tramtypen in gebruik, zoals de PCC-car en de gelede wagen. Daardoor verdween de klassieke combinatie van motorrijtuig met één of meer aanhangrijtuigen geleidelijk uit het straatbeeld. Ook de laatste klassieke stoomtrams en motortrams verdwenen in de jaren vijftig en zestig, waardoor ook de oude stoomtramrijtuigen van de baan verdwenen. De laatste paardentramrijtuigen reden in 1930 voor het laatst als paardentram (bij de NTM) en in 1943 voor het laatst als bijwagen (in Amsterdam). In de jaren jaren zestig werd in Duitsland de ontwikkeling van lightrail-voertuigen gestart onder de noemer Stadtbahn. De lagevloertram werd pas vanaf de jaren negentig populair.

## Actueel
In de 21e eeuw zijn veruit de meeste tramrijtuigen te verdelen in de volgende categorieën:
- Vierassers: vaak in treinschakeling; in Antwerpen en vaak in Midden- en Oosteuropa.
- Gelede trams: niet in treinschakeling; in onder andere Brussel, Amsterdam en Den Haag.
- Lagevloertrams: soms met bijwagen, in vrijwel alle Europese tramsteden, maar geleidelijk ook meer daarbuiten.
- Lightrail-trams: vaak in treinschakeling, vooral in Duitsland, Noord-Amerika en ook in de MRDH bij het netwerk RandstadRail.

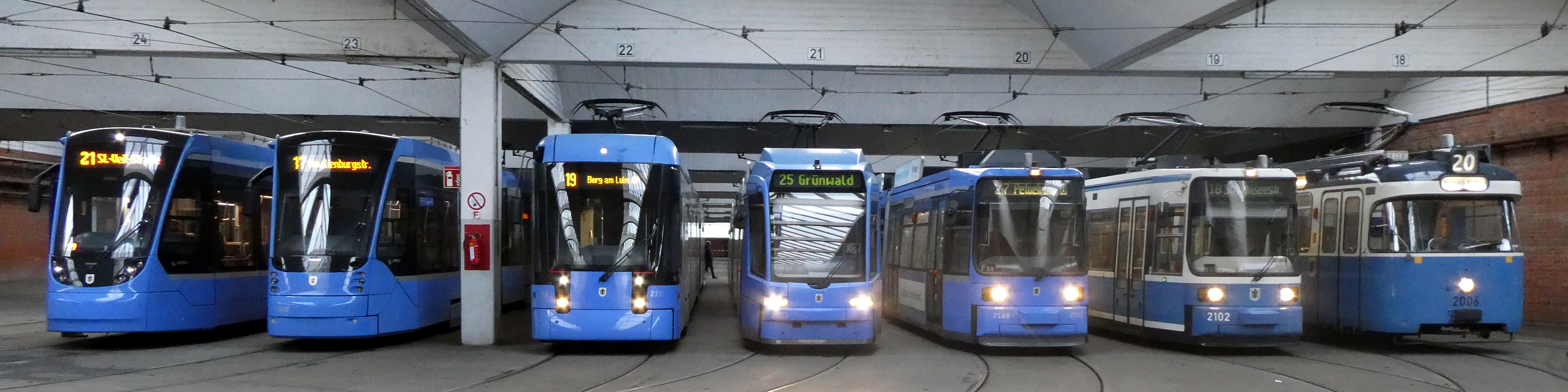
Trammaterieel in München (2018).